# Onze-Lieve-Vrouw-ten-Troostkerk
De Onze-Lieve-Vrouw-ten-Troostkerk is een kerk in het Belgische dorp Wippelgem. De parochie maakt deel uit van het dekenaat Evergem. De neoclassicistische kerk is gebouwd midden de 19de eeuw. De kerk wordt in de volksmond "De Boskapel" genoemd omdat de kerk aan de rand van Wippelgem gelegen is, aan de bossen.

## Geschiedenis
Al sinds 1844 probeerden de inwoners van Wippelgem een eigen kerk te krijgen, want naar de kerk van Evergem was het al een zes kilometer stappen. Z.E.H. Deken Van der Schaeghe, pastoor-deken van Evergem, was het daar niet mee eens. Een elftal jaar later, op 21 april 1855, overleed Z.E.H. Van der Schaeghe en konden de adellijke families Maertens-Pelckmans en De Neve-De Roden de kerk financieren. De familie Maertens-Pelckmans schonk de grond. De kerk kwam vlak tegenover het Kasteel Van Crombrugghe, gekend als het Kasteel van Wippelgem, te liggen.
De kerk werd gebouwd in 1856 naar de plannen van architect J. Dauchot. De eerstesteenlegging gebeurde op 26 juni 1856 en de kerk werd op 1 oktober 1856 in gebruik genomen door E.H. proost Joannes B.C. Peeters. Wippelgem was toen een proosdij. Op 26 september 1907 werd Wippelgem een zelfstandige parochie.

## Gebouw
Aan weerszijden van de kerk staat er een kapel. Links staat een kapel ter ere van Antonius van Padua (1894) en rechts één ter ere van Apollonia van Alexandrië (1893).
De kerk is naar het noorden gericht en ten zuiden bevindt zich een vierkante toren met één klok. Boven de ingang van de kerk wordt de gevel bekroond met een attiek driehoekig fronton met net boven de ingang een rondboognis met een Onze-Lieve-Vrouwebeeld. Op de gevelsteen staat vermeld: "Antonius Episcopus Gandavensis consecravit 16 julli 1906" en "Ludov. Maertens-Pelckmans aedificavit A° MDCCCLVI".
Aan het koor van de eenbeukige kerk hangt een groot kruis uit 1897 door M. Zens. Er hangen ook zeven schilderijen op paneel met de Zeven Smarten van Onze-Lieve-Vrouw door J. Van der Plaetsen en zoon, geschilderd in 1857-58.
Tot het kerkmeubilair en kunstwerken behoren:
1. drie houten heiligenbeelden van J.G. De Rycke
2. Eiken koorgestoelte, eiken kansel uit de 19de eeuw en twee biechtstoelen
3. Orgel door L. Lovaert uit 1865, gewijzigd door L. Daem in 1938 en door Loncke in 1970. De orgelkast werd volledig vernieuwd.
4. Neogotische arduinen doopvont van 1872 met koperen deksel van 1908
5. Twee glasramen in koor van Van Crombrugghe van 1899 en twaalf glasramen in schip van H. Coppejans van 1932
6. Op doek geschilderde kruisweg afkomstig uit de Sint-Jacobskerk te Gent, herschilderd door H. Verwilghen in 1895.

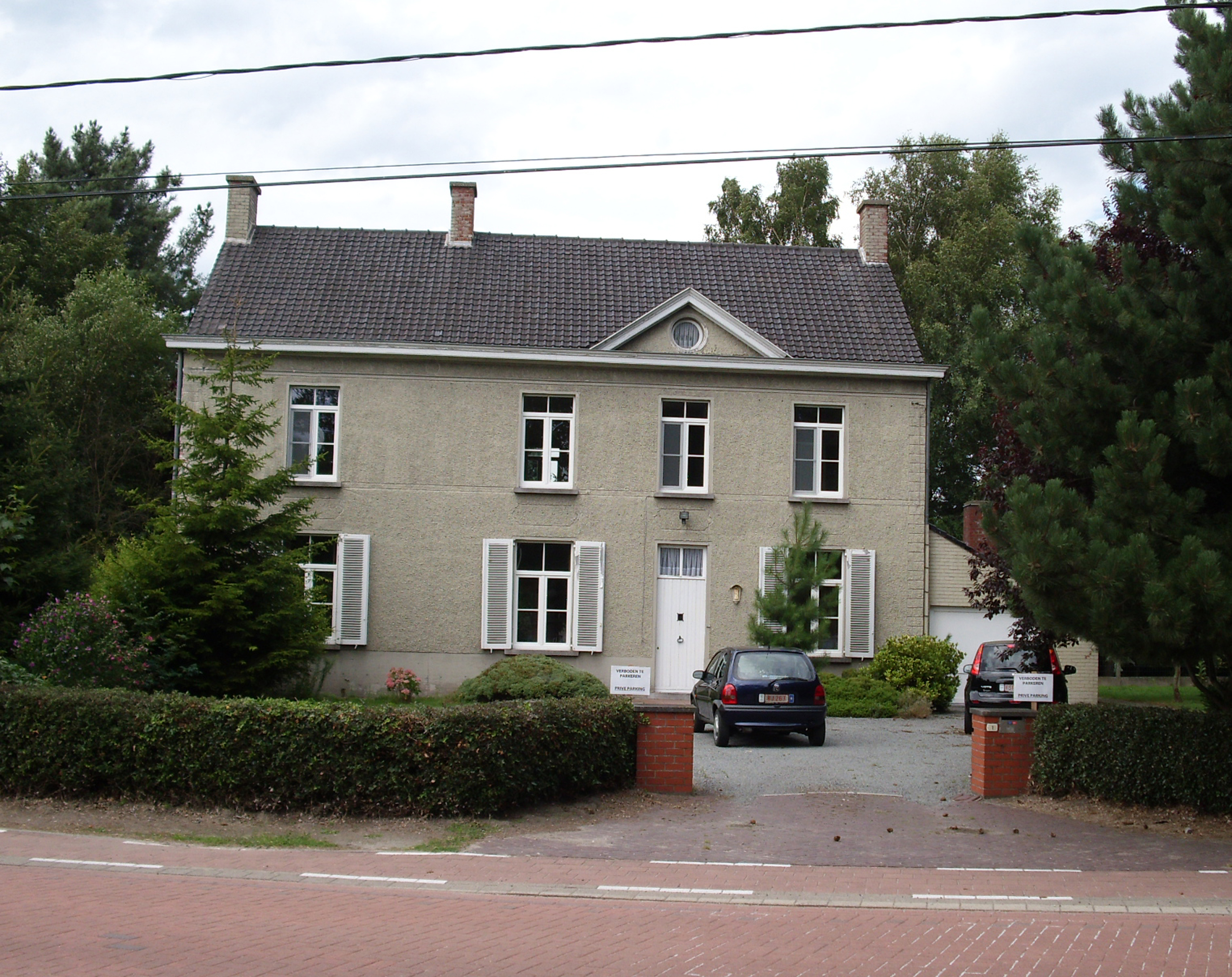
Pastorie Wippelgem (ten westen van de kerk)